# Palpa (ville)
Pour les articles homonymes, voir Palpa.
Palpa est une ville du Sud du Pérou, capitale de la province de Palpa, dans la région d'Ica.